# Mamma Mia! (phim)
Mamma Mia! (còn được quảng bá dưới cái tên Mamma Mia! The Movie) là một bộ phim nhạc kịch lãng mạn pha lẫn hài hước. Bộ phim được chuyển thể từ tác phẩm nhạc kịch cùng tên được dựng bởi West End năm 1999 và nhà hát Broadway năm 2011, và dựa trên các bài hát nhạc pop thành công của nhóm nhạc người Thụy Điển ABBA, với phần nhạc được sáng tác bởi thành viên Benny Andersson. Bộ phim do Phyllida Lloyd đạo diễn và được phát hành thông qua hãng phim Universal Pictures hợp tác cùng Playtone và Littlestar. Tựa đề phim được lấy từ một bài hát cùng tên thành công của nhóm ABBA năm 1975.
Nữ diễn viên gạo cội Meryl Streep vào vai người mẹ đơn thân Donna Sheridan, cùng với Pierce Brosnan (Sam Carmichael), Colin Firth (Harry Bright) và Stellan Skarsgård (Bill Anderson) trong vai các người cha của con gái Donna, Sophie (do Amanda Seyfried thủ vai). Bộ phim này tuy nhận được nhiều đánh giá trái chiều nhưng là một thành công lớn về mặt thương mại, khi đạt tổng doanh thu hơn 600 triệu đô-la Mỹ, trở thành bộ phim nhạc kịch có doanh thu toàn cầu cao nhất mọi thời đại. Nó còn được vinh danh bằng nhiều giải thưởng và đề cử, gồm 2 đề cử cho giải Quả cầu vàng, 1 đề cử cho giải Grammy và 3 đề cử cho giải People's Choice Awards.

## Nội dung phim
Trên một hòn đảo tại Hy Lạp tên là Kalokairi, một cô gái sắp bước lên xe hoa khi mới 20 tuổi tên là Sophie Sheridan (Amanda Seyfried) gửi ba tấm thiệp mời cưới đến cho ba người đàn ông khác nhau ("I Have a Dream"). Các cô phù dâu và cũng là bạn thân của Sophie, Ali và Lisa, đến trước buổi kết hôn. Sophie tiết lộ cô vô tình tìm thấy quyển nhật ký của mẹ mình và biết được có đến 3 người có thể là bố của cô: Sam Carmichael (Pierce Brosnan), một nhà kiến trúc sư người Ireland; Bill Anderson (Stellan Skarsgård), một nhà thám hiểm và nhà văn người Thụy Điển và Harry Bright (Colin Firth), một nhân viên ngân hàng người Anh. Cô bí mật mời họ mà không hề tiết lộ gì với mẹ cô, Donna Sheridan (Meryl Streep) và tin rằng sau chỉ cần gặp là cô sẽ nhận ra ngay ai là cha ruột của mình ("Honey, Honey").
Trong khi đó, Donna lại đang gặp lại những người trong ban nhạc cũ của cô mang tên"Dynamos". Họ bao gồm Rosie (Julie Walters), một nhà văn châm biếm và Tanya (Christine Baranski) một người phụ nữ giàu có với nhiều lần li hôn chồng. Donna tiết lộ bà rất hoài nghi về khát khao được kết hôn của con gái bà và giải thích về tình trạng tài chính ít ỏi của mình với Rosie và Tanya ("Money, Money, Money"). Sau đó, ba người đàn ông kia đến và Sophie bí mật dắt họ về phòng và giải thích chính cô đã gửi những thiệp mời ấy chứ không phải Donna. Cô cầu xin họ hãy tránh gặp mặt bà để tạo nên sự bất ngờ trong lễ cưới. Họ có nghe được Donna đang làm việc (hát theo bài"Fernando") và hứa với Sophie sẽ không tiết lộ bí mật của cô.
Donna theo dõi họ và chết lặng người khi phải gặp mặt những người tình cũ mà bà không thể nào quên được ("Mamma Mia") và yêu cầu họ rời khỏi đó ngay. Cô cũng phân trần với Tanya và Rosie một bí mật mà bà luôn giữ kín cho riêng mình - bà không hề biết chắc ai là cha ruột của Sophie ("Chiquitita"). Tanya và Rosie sau đó trấn an bà khi đưa bà đến nhảy cùng với các nhân viên nữ và người dân tại đảo ("Dancing Queen"). Sophie sau đó tìm thấy ba người đàn ông kia trên một chiếc du thuyền của Bill và họ nhổ neo gần Kalokairi ("Our Last Summer") và kể cho nhau nghe về Donna lúc còn trẻ. Sophie lấy hết can đảm để nói với hôn phu của mình, Sky (Dominic Cooper), về mọi chuyện của mình, nhưng không thể giữ được bình tĩnh. Sky và Sophie bày tỏ tình cảm với nhau ("Lay All Your Love on Me"), cho tới khi Sky bị bạn bè cắt ngang giữa chừng để đưa đến buổi tiệc độc thân của anh.
Trong buổi tiệc độc thân của Sophie, Donna, Tanya và Rosie trình diễn với nghệ danh Donna and The Dynamos ("Super Trouper"). Sophie thoáng nhẹ nhõm khi thấy mẹ mình vui vẻ, nhưng lại trở nên lo sợ khi cuộc vui bị dừng lại bởi ba người đàn ông kia xuất hiện. Cô quyết định nói chuyện riêng với mỗi người trong số họ và sau đó ("Gimme! Gimme! Gimme! (A Man After Midnight)"), Sophie biết được Donna nhận tiền để đầu tư vào căn dinh thự này từ cụ cố của Sofia của ông. Sophie đoán cô chính là người trùng tên và Bill chính là cha của cô. Cô nhờ ông dắt cô trên lễ đường và phải giữ bí mật với Donna cho đến khi lễ cưới diễn ra. Sự hạnh phúc của Sophie không kéo dài bao lâu thì Sam và Harry bảo rằng chính họ mới là cha cô và họ sẽ dắt cô đi trên lễ đường ("Voulez-Vous").
Buổi sáng hôm sau, Rosie và Tanya cam đoan với Donna rằng họ sẽ trông chừng ba gã kia. Trên thuyền của Bill, Bill và Harry đang chuẩn bị thổ lộ cùng nhau, thì bị Rosie xen ngang. Donna phân trần cùng Sophie, khi tin rằng Sophie muốn dừng lễ cưới này lại. Sophie nói rằng tất cả những gì cô muốn chỉ là muốn tránh khỏi những lỗi lầm mà mẹ cô mắc phải trước đây. Sau đó, Sam cũng lên tiếng khi lo lắng về việc Sophie phải lấy chồng khi còn quá trẻ. Donna bày tỏ cùng ông và cả hai đều nhận ra tình cảm của họ dành cho nhau ("SOS"). Tại bãi biển, Tanya và Pepper tiếp tục trìu mến nhau trong bài hát"Does Your Mother Know". Sophie sau đó thú nhận với Sky để nhờ anh ấy giúp đỡ, nhưng chỉ nhận lại sự giận dữ từ anh vì sự gian dối của cô, buộc cô phải nhờ đến mẹ mình giúp đỡ. Trong khi Donna đang giúp con gái mình chọn váy cưới, những rạn nứt của họ lành lại và Donna hồi tưởng lại tuổi thơ của Sophie và việc cô lớn nhanh thế nào ("Slipping Through My Fingers"). Sophie nhờ Donna dắt mình đi trên lễ đường. Trong buổi tiệc cưới, Sam chạm mặt Donna và cầu xin bà hãy thổ lộ cùng ông. Bà đã tiết lộ sự đau khổ của mình khi lạc mất ông bằng bài hát"The Winner Takes It All".
Sophie và Donna bước đi trên lễ đường khi ban nhạc chơi bản"Knowing Me, Knowing You". Sam sau đó tiết lộ việc mình bỏ đi để lấy một người phụ nữ khác trong quá khứ đã không thành và đã có lần quay trở lại nhưng lại thấy Donna đang cùng với một người đàn ông khác. Harry cũng phân trần rằng Donna là người phụ nữ đầu tiên và cuối cùng mà ông đem lòng yêu và tiết lộ việc ông đã bắt đầu có cảm tình với một cô hầu bàn. Cả ba người đồng ý việc trở thành 1/3 người cha của Sophie. Cô bảo Sky rằng họ nên hoãn đám cưới này lại và hãy đi thăm thú thế giới như họ vẫn hằng mong ước. Khi nhận thấy đây là cơ hội để không lỡ mất một lễ cưới, Sam cầu hôn Donna ("I Do, I Do, I Do, I Do, I Do"). Bà đồng ý và họ lấy nhau. Trong buổi tiệc chiêu đãi, Sam hát cho Donna ("When All Is Said and Done") khiến Rosie hát một bài cho Bill ("Take a Chance on Me"). Tất cả các cặp đôi đều thổ lộ tình cảm của mình (lặp lại"Mamma Mia"), Sophie và Sky sau cùng từ biệt đảo Kalokairi và nhổ neo đi khỏi đó (lặp lại"I Have a Dream").
Trong phân đoạn giới thiệu cuối phim, Donna, Tanya và Rosie hát lại"Dancing Queen", theo sau bằng bài hát"Waterloo"cùng toàn thể dàn diễn viên. Amanda Seyfried hát bài"Thank You for the Music"và phần hòa tấu của bài"Does Your Mother Know".

## Dàn diễn viên

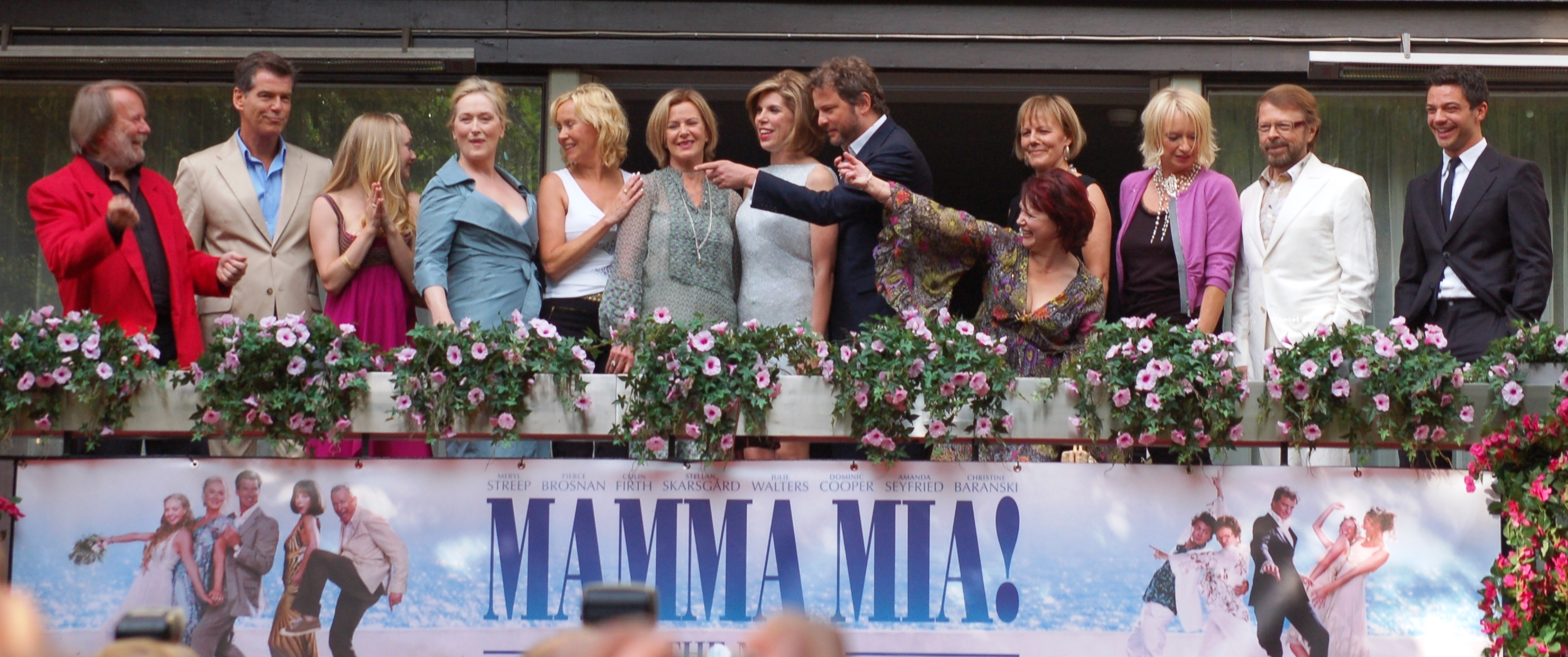
Ban nhạc ABBA cùng nhau hội ngộ cùng dàn diễn viên của phim vào năm 2008.

- Meryl Streep trong vai Donna Carmichael (họ cũ là Sheridan), mẹ của Sophie, chủ của khách sạn Villa Donna và sau cùng là vợ của Sam.
- Amanda Seyfried trong vai Sophie Sheridan, con gái của Donna, hôn thê của Sky.[3]
- Pierce Brosnan trong vai Sam Carmichael, có thể là cha của Sophie và chồng của Donna, là một nhà kiến trúc sư người Ireland-Mỹ.[4]
- Colin Firth trong vai Harry Bright, có thể là cha của Sophie, là một nhân viên ngân hàng người Anh banker; dựa trên bài hát"Our Last Summer"mà ông hát trong phim.
- Stellan Skarsgård trong vai Bill Anderson, có thể là cha của Sophie, là một thủy thủ và nhà thám hiểm người Thụy Điển
- Dominic Cooper trong vai Sky, hôn phu của Sophie, là một nhà thiết kế trang mạng cho khách sạn.
- Julie Walters trong vai Rosie Mulligan, một trong những người trong ban nhạc Donna and the Dynamos; là một nhà văn hóm hỉnh.
- Christine Baranski trong vai Tanya Chesham-Leigh, một người bạn cùng trong ban nhạc của Donna, là một người phụ nữ giàu có với 3 lần li hôn chồng
- Philip Michael trong vai Pepper, phù rể của Sky, người đã yêu mến Tanya. Anh là một nhà pha chế rượu.
- Juan Pablo Di Pace trong vai Petros.
- Ashley Lilley trong vai Ali, bạn thân của Sophie và là phù dâu của cô.
- Rachel McDowall trong vai Lisa, bạn thân của Sophie và là phù dâu của cô.
- Enzo Squillino trong vai Gregoris, một trong số các nhân viên của Donna Sheridan.
- Niall Buggy trong vai Father Alex, người cha xứ trong lễ cưới Sophie và Sky, nhưng sau cùng là đám cưới của Sam và Donna.

Các vai diễn khác không được đề tên trong phim
- Benny Andersson trong vai người chơi đàn dương cầm
- Björn Ulvaeus trong vai Vị thần Hy Lạp
- Rita Wilson trong vai Nữ thần Hy Lạp

## Sản xuất

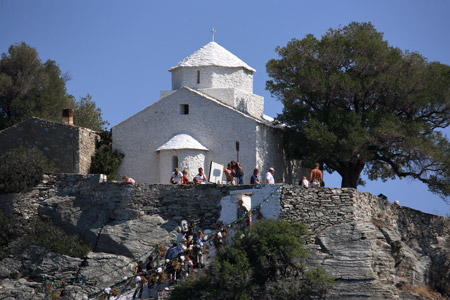
Nhà thờ The Agios Ioannis được sử dụng để ghi hình cho phân cảnh đám cưới cho phim Mamma Mia!.

Hầu hết các cảnh ngoại cảnh đều được ghi hình tại một hòn đảo nhỏ tại Hy Lạp thuộc Skopelos (trong suốt tháng 8-tháng 9 năm 2007), và một xóm nhỏ ven biển tại Damouchari ở khu vực Pelion của Hy Lạp. Địa điểm ghi hình chính của phim là ở bờ đông nam Skopelos. Các nhà sản xuất xây dựng một quán rượu và một cầu tàu cạnh biển, nhưng hủy bỏ chúng sau khi hoàn tất việc sản xuất. Cảnh dựng cho căn biệt thự của Donna được xây dựng tại phim trường 007 tại Xưởng phim Pinewood và bộ phim cũng thường được ghi hình tại đó. Những rặng cây thật được sử dụng trong phim trường, với việc tưới tiêu thường ngày được thực hiện thông qua một hệ thống tưới nước tự động và chúng được hướng nắng để giúp chúng phát triển tự nhiên từng ngày.
Nơi mà nhân vật Sam rời New York để đến Hy Lạp được ghi hình tại tòa nhà Lloyd nổi tiếng trên đường Lime tại Thành phố Luân Đôn. Anh chạm phải một cầu thang tự động và băng qua cổng ngoài, nơi những chiếc xe taxi màu vàng và những diễn viên đại diện cho cảnh sát New York được sử dụng nhằm tăng tính chính xác.

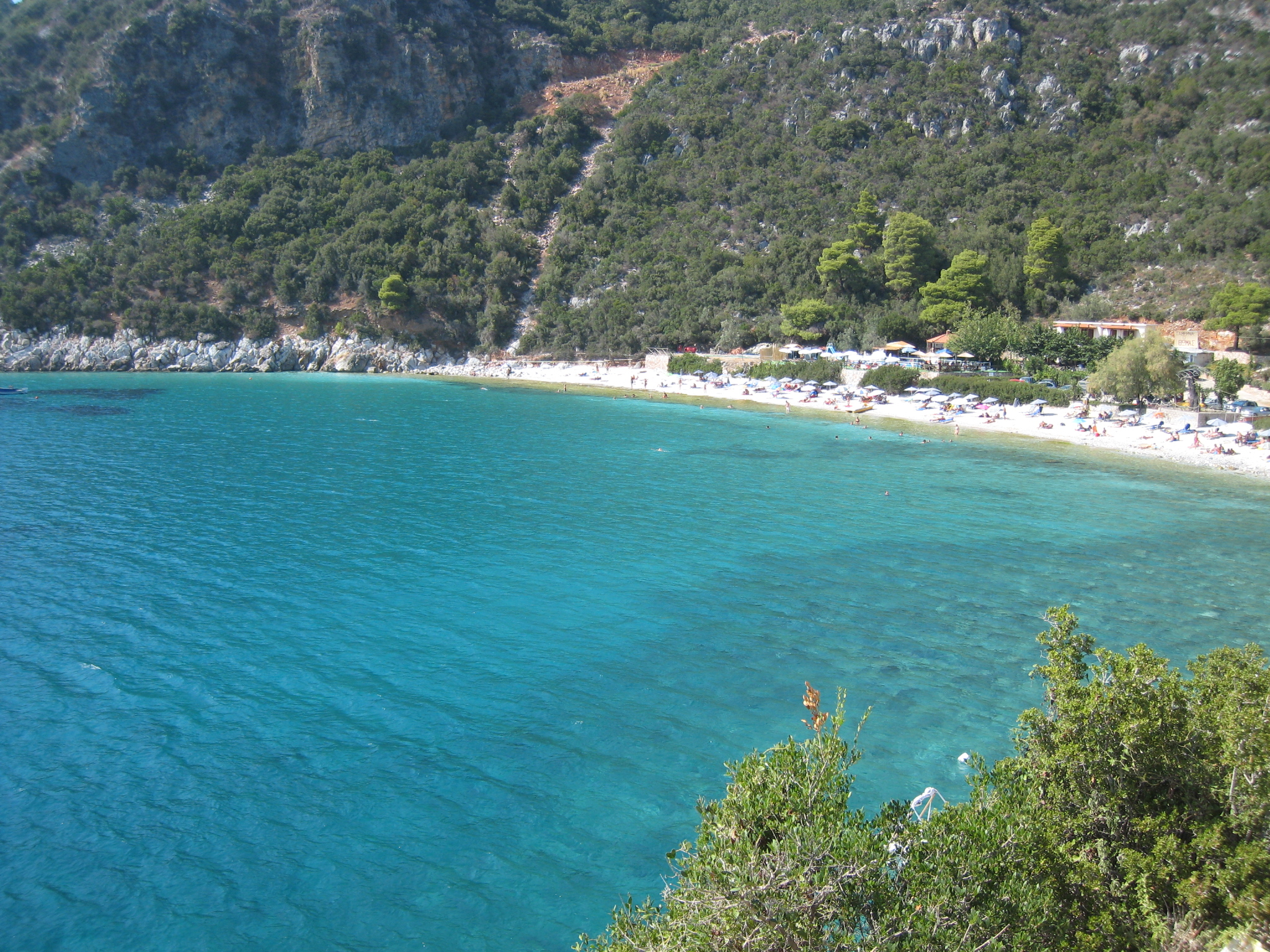
Bộ phim được ghi hình tại khu vực gần Skopelos

Du thuyền mang tên Fernando mà Bill Anderson sở hữu trong phim (thực sự là một chiếc thuyền buồm) chính là chiếc Tai-Mo-Shan được sản xuất vào năm 1934 bởi H. S. Rouse tại xưởng mộc Hong Kong và Whampoa.
Meryl Streep lúc nhỏ từng được học về lối hát opera và khi trưởng thành, bà hát trong nhiều bộ phim khác nhau, có bao gồm Postcards from the Edge, Silkwood, Death Becomes Her và A Prairie Home Companion. Bà cũng là một người hâm mộ của vở Mamma Mia! từ khi xem nó tại Broadway vào tháng 9 năm 2001 và khẳng định nó là cuộc sống của bà giữa sự kiện ngày 9/11.

## Nhạc phim
Một album bao gồm các ca khúc trong phim mang tên Mamma Mia! The Movie Soundtrack được phát hành vào năm 2008 bởi hãng Universal Pictures. Các bài hát do các diễn viên trong phim thể hiện và do Benny Andersson, Björn Ulvaeus và nhiều nhạc công từ các bài hát gốc của ABBA cũng tham gia thực hiện album nhạc phim này. Nhằm giữ đúng tinh thần của bộ phim, nhiều nhạc cụ Hy Lạp được sử dụng trong phim, mà nổi bật có bouzouki.
Album này cũng được đề cử cho giải Grammy cho"Album nhạc phim biên tập cho một sản phẩm phim ảnh, truyền hình và truyền thông xuất sắc nhất".

### Danh sách bài hát

#### CD
1. "Honey, Honey"- Amanda Seyfried, Ashley Lilley & Rachel McDowall - 3:07
2. "Money, Money, Money"- Meryl Streep, Julie Walters & Christine Baranski - 3:06
3. "Mamma Mia"- Meryl Streep - 3:34
4. "Dancing Queen"- Meryl Streep, Julie Walters & Christine Baranski - 4:04
5. "Our Last Summer"- Colin Firth, Pierce Brosnan, Stellan Skarsgård, Amanda Seyfried & Meryl Streep - 2:57
6. "Lay All Your Love on Me"- Dominic Cooper & Amanda Seyfried - 4:29
7. "Super Trouper"- Meryl Streep, Julie Walters & Christine Baranski - 3:53
8. "Gimme! Gimme! Gimme! (A Man After Midnight)"- Amanda Seyfried, Ashley Lilley & Rachel McDowall - 3:51
9. "The Name of the Game"- Amanda Seyfried - 4:55
10. "Voulez-Vous"- Full Cast - 4:35
11. "SOS"- Pierce Brosnan & Meryl Streep - 3:19
12. "Does Your Mother Know"- Christine Baranski - 3:01
13. "Slipping Through My Fingers"- Meryl Streep & Amanda Seyfried - 3:50
14. "The Winner Takes It All"- Meryl Streep - 4:57
15. "When All Is Said and Done"- Pierce Brosnan & Meryl Streep - 3:17
16. "Take a Chance on Me"- Julie Walters, Stellan Skarsgård & Colin Firth - 4:01
17. "I Have a Dream"/"Thank You for the Music"- Amanda Seyfried - 8:33

| Phiên bản trên iTunes | Phiên bản trên iTunes     | Phiên bản trên iTunes |
| STT                   | Nhan đề                   | Thời lượng            |
| --------------------- | ------------------------- | --------------------- |
| 17.                   | "I Have a Dream"          | 4:18                  |
| 18.                   | "Thank You for the Music" | 3:44                  |

##### Phiên bản đặc biệt
Phiên bản đặc biệt của album nhạc trong phim này (không có bài hát mới nào khác) và một DVD bổ sung có bao gồm mục"Behind the Music"đặc biệt, với những đoạn phim về quá trình thu âm cho bộ phim, cùng video âm nhạc cho"Gimme! Gimme! Gimme! (A Man After Midnight)"có sự góp mặt của Amanda Seyfried. Sách ảnh cho phiên bản đặc biệt này cũng khác so với bản gốc, có bao gồm tất cả lời nhạc, một bài viết được viết bởi Đạo diễn nhạc kịch Martin Lowe, có bao gồm thông tin địa điểm và các bức ảnh thêm từ bộ phim.

###### Các bài hát đính kèm
1. "Chiquitita"- Christine Baranski & Julie Walters
2. "I Do, I Do, I Do, I Do, I Do"- Cả dàn diễn viên
3. "Waterloo"- Cả dàn diễn viên

### Doanh số
Album đạt đến vị trí đầu bảng tại Billboard 200 vào tháng 8 năm 2008. Nó được chứng nhận đĩa Bạch kim bởi RIAA vào ngày 18 tháng 8 năm 2008 và bán ra 1.694.000 bản tại Hoa Kỳ, tính đến tháng 7 năm 2014. Trên toàn cầu, album này đạt ngưỡng 5 triệu bản, với tổng cộng 2 tuần lễ xuất hiện tại ngôi đầu bảng trên các bảng xếp hạng quốc tế.
Album có đủ lượng doanh số để nằm trong top 10 album tại UK Albums Chart vào ngày 20 tháng 6 năm 2008; dù vậy, nó vẫn không hợp lệ để lọt vào bảng xếp hạng này. Tại New Zealand, album mở đầu tại vị trí thứ 8 vào ngày 14 tháng 7 năm 2008 và đạt ngôi đầu bảng trong tuần lễ sau đó. Tại Hy Lạp, bài hát đạt ngôi đầu bảng trên bảng xếp hạng quốc tế và ngôi quán quân trên các bảng xếp hạng album chính trong nhiều tuần. Tại Úc, album đạt đến vị trí đầu bảng tuần lễ thứ hai trên ARIA Albums Chart, hạ bệ album của nhóm nhạc Coldplay, Viva la Vida or Death and All His Friends.
"Honey, Honey"cũng đạt vị trí thứ 16 trên Norwegian Singles Chart và vị trí thứ 50 trên ARIA Singles Chart, dựa vào lượng tải xuống kĩ thuật số cao. Các bài hát khác đạt được thứ hạng tại Úc là"Gimme! Gimme! Gimme! (A Man After Midnight)"(#70),"Lay All Your Love on Me"(#85),"Dancing Queen"(#96) và"Mamma Mia"(#98).

### Trên các bảng xếp hạng
| Các bảng xếp hạng                         | Thứ hạng cao nhất | Doanh số   | Chứng nhận   |
| ----------------------------------------- | ----------------- | ---------- | ------------ |
| UK Top 20 Compilations Chart              | 1                 | 1,200,000+ | 4× Bạch kim  |
| Sweden Top 40                             | 1                 | 120,000+   | 3× Bạch kim  |
| French Top 200 Chart                      | 8                 | 200,000+   | Bạch kim     |
| Australian ARIA Albums Chart              | 1                 | 140,000+   | 2× Bạch kim  |
| Brazil Top 10 CD                          | 9                 | 60,000+    | Bạch kim     |
| New Zealand Top 40                        | 1                 | 30,000+    | 2× Bạch kim  |
| Irish Albums Chart                        | 1                 | 20,000+    | 2× Bạch kim  |
| Austrian Albums Chart                     | 1                 | 30,000+    | 2× Bạch kim  |
| Greek Top 50 Albums Chart                 | 1                 | 30,000+    | 2× Bạch kim  |
| Norway Albums Chart                       | 1                 | 40,000+    | Bạch kim     |
| Finnish Albums Chart                      | 1                 | 30,000+    | Bạch kim     |
| Danish Albums Chart                       | 1                 | 30,000+    | Bạch kim     |
| Polish Albums Chart                       | 1                 | 100,000+   | 4× Kim cương |
| Portuguese Top 30 Albums Chart            | 1                 | 40,000+    | Bạch kim     |
| Swiss Albums Chart                        | 1                 | 30,000+    | Bạch kim     |
| Hungarian Top 40 Albums Chart             | 1                 | 30,000+    | 5× Bạch kim  |
| Canadian Top 100 Albums Chart             | 1                 | 80,000+    | Bạch kim     |
| German Albums Chart                       | 2                 |            |              |
| Czech Republic Albums Chart               | 1                 | 10,000+    | 4× Vàng      |
| Mexican Top 100 Albums Chart              | 2                 | 50,000+    | 4× Vàng      |
| Mexican Top 20 International Albums Chart | 2                 | 50,000+    | 4× Vàng      |
| Dutch Top Albums                          | 5                 | 30,000+    | 4× Vàng      |
| Spanish Top 100 Albums Chart              | 1                 | 80,000+    | Bạch kim     |
| Estonian Albums Chart                     | 2                 | 5,000+     |              |
| European Top 100 Albums Chart             | 3                 | 3,000,000+ | 3× Bạch kim  |
| US Billboard 200                          | 1                 | 1,800,000+ | Bạch kim     |
| US Comprehensive Charts                   | 1                 | 1,800,000+ | Bạch kim     |
| US Billboard Top Soundtracks              | 1                 | 1,800,000+ | Bạch kim     |
| Belgium Flemish Albums Chart              | 5                 | 15,000+    | Vàng         |
| Belgium Wallonia Albums Chart             | 7                 | 15,000+    | Vàng         |
| Italian Compilation Chart                 | 1                 | 40,000     | Vàng         |

#### Xếp hạng năm
| Bảng xếp hạng (2008) | Thứ hạng |
| -------------------- | -------- |
| German Albums Chart  | 23       |
| UK Compilation Chart | 1        |
| Swiss Albums Chart   | 73       |

### Nhạc công
- Benny Andersson: dương cầm, keyboards
- Rutger Gunnarsson: trống, bouzouki
- Per Lindvall: trống
- Lasse Wellander: guitar, bouzouki
- Jörgen Stenberg: bộ gõ
- Lasse Jonsson: guitar mộc
- Jan Bengtson: sáo, saxophone
- Pär Grebacken: thu âm, kèn saxophones
- Perra Moraeus: saxophone
- Leif Lindvall: trumpet
- Calle Jakobsson: tuba
- Kalle Moraeus: bouzouki, guitar, vĩ cầm

## Phát hành
Thông qua nhiều buổi công chiếu phim trên toàn cầu, phần lớn giới truyền thông đều chỉ tập trung vào buổi công chiếu tại Thụy Điển, nơi nhóm nhạc ABBA bao gồm Anni-Frid Lyngstad và Agnetha Fältskog cùng Björn Ulvaeus và Benny Andersson đều tụ họp lại cùng dàn diễn viên của bộ phim tại Mariatorget, Stockholm do Andersson sở hữu vào ngày 4 tháng 7 năm 2008. Đây là lần đầu tiên mà cả bốn thành viên của nhóm cùng nhau chụp ảnh kể từ năm 1986.

### Đánh giá chuyên môn
Mamma Mia! nhận được nhiều đánh giá trái chiều từ phía các nhà chuyên môn. Rotten Tomatoes ghi nhận 54% đánh giá tích cực, dựa trên 175 bài đánh giá, với tổng điểm trung bình là 5.5/10. The Times và Channel 4 phong tặng bộ phim này 4/5 sao, khi cho rằng nó có"tất cả nhịp điệu và sự óng ánh của hào quang." Mark Kermode từ BBC Radio 5 Live thú nhận việc yêu mến bộ phim này, cho dù mô tả trải nghiệm đó là 'lần tiếp cận gần nhất với các diễn viên hạng A khi đang hát karaoke lúc đang say'. The Guardian cho một đánh giá tiêu cực hơn, khi chỉ cho bộ phim này 1 sao, và khẳng định bộ phim này khiến người xem"phát nôn", trong khi Bob Chipman từ Escape to the Movies cho rằng nó"quá dựa dẫm, nông cạn và tập trung vào một quang cảnh vô nghĩa, nó tuyệt theo cách không dành cho cánh đàn ông". The Daily Telegraph khẳng định bộ phim tuy dễ chịu nhưng bị lồng ghép vào nhau quá nghèo nàn và cho rằng họ"sẽ đi xem thêm lần nữa." Empire đánh giá nó là một bộ phim"dễ thương, cân đối, vui vẻ, đầy ánh nắng và những cú nhún nhảy."
Việc chọn diễn viên không có khả năng thanh nhạc đóng phim nhận nhiều lời phê phán. Pierce Brosnan bị phê bình thậm tệ: những đoạn hát của ông được ví như"con trâu nước"(New York Magazine),"con lừa đang hí"(The Philadelphia Inquirer) hay"con chồn bị thương"(The Miami Herald),. Nhà phê bình Matt Brunson của Creative Loafing Charlotte miêu tả Brosnan"trông rất đau đớn như hóc phải lời hát trong họng, như thể ông ấy đang bị kiểm tra hạch bàng quang khi đang quay phim."

### Doanh thu phòng vé
Bộ phim đạt 9.627.000 đô-la Mỹ tiền vé tại Hoa Kỳ và Canada trong ngày đầu phát hành và đạt 27.605.376 đô-la Mỹ trong tuần đầu xuất hiện trong các phòng vé, đạt ngôi Á quân tại đó, chỉ đứng sau The Dark Knight. Tại thời điểm đó, Mamma Mia! là nhà giữ kỉ lục cho bộ phim nhạc kịch có tuần lễ phát hành đạt doanh thu cao nhất, vượt kỉ lục của Hairspray phát hành vào năm 2007.
Tại Anh Quốc, tính đến ngày 23 tháng 1 năm 2009, Mamma Mia! đạt 69.166.087 bảng Anh và là bộ phim có doanh thu cao thứ 6 mọi thời đại tại Đảo quốc sương mù, đứng sau Skyfall, Avatar, Titanic, Toy Story 3 và Harry Potter và Bảo bối Tử thần - Phần 2. Nó đạt ngôi quán quân trong vòng hai tuần đầu phát hành tại đó, với 6.594.058 bảng Anh tiền vé trên 496 phòng chiếu, trước khi bị WALL-E của hãng Pixar chiếm ngôi đầu.
Khi được phát hành vào ngày 3 tháng 7 tại Hy Lạp, bộ phim đạt doanh thu 1.602.646 đô-la Mỹ trong tuần đầu phát hành, đồng thời đạt ngôi đầu bảng tại đó.
Tính đến ngày 6 tháng 4 năm 2009, Mamma Mia! đạt ngưỡng doanh thu 602.609.487 đô-la Mỹ, trở thành bộ phim có doanh thu cao thứ năm trong năm 2008, và là bộ phim nhạc kịch có doanh thu toàn cầu cao nhất mọi thời đại. Đây còn là bộ phim có lượng doanh thu cao thứ ba tại khu vực ngoài Bắc Mỹ, với tổng doanh thu quốc tế lên đến 458.479.424 đô-la Mỹ và cũng là bộ phim có lượng doanh thu cao thứ ba tại Bắc Mỹ, với 144.130.063 đô-la Mỹ.

## Giải thưởng
| Năm  | Giải thưởng                                       | Hạng mục                                                                                             | Nội dung đề cử | Kết quả   |
| ---- | ------------------------------------------------- | --- | --- | --------- |
| 2008 | National Movie Awards                             | Nhạc trong phim xuất sắc nhất                                                                        | Mamma Mia! (do Björn Ulvaeus đảm nhiệm) | Đoạt giải |
| 2008 | National Movie Awards                             | Nữ diễn viên chính xuất sắc nhất                                                                     | Meryl Streep | Đoạt giải |
| 2008 | National Movie Awards                             | Nam diễn viên chính xuất sắc nhất                                                                    | Pierce Brosnan | Đề cử     |
| 2008 | National Movie Awards                             | Nam diễn viên chính xuất sắc nhất                                                                    | Colin Firth | Đề cử     |
| 2008 | Satellite Awards                                  | Nữ diễn viên chính phim ca nhạc hoặc phim hài xuất sắc nhất                                          | Meryl Streep | Đề cử     |
| 2009 | People's Choice Awards                            | Bài hát trong phim được yêu thích nhất                                                               | Meryl Streep cho bài hát"Mamma Mia" | Đoạt giải |
| 2009 | People's Choice Awards                            | Dàn diễn viên được yêu thích nhất                                                                    | Meryl Streep, Amanda Seyfried, Pierce Brosnan, Colin Firth, Julie Walters, Stellan Skarsgård, Christine Baranski, Dominic Cooper, Ashley Lilley và Rachel McDowall | Đề cử     |
| 2009 | People's Choice Awards                            | Bộ phim hài được yêu thích nhất                                                                      | Mamma Mia! | Đề cử     |
| 2009 | Giải Mâm xôi vàng                                 | Nam diễn viên phụ tồi nhất                                                                           | Pierce Brosnan | Đoạt giải |
| 2009 | Rembrandt Awards                                  | Nữ diễn viên chính xuất sắc nhất                                                                     | Meryl Streep | Đoạt giải |
| 2009 | Rembrandt Awards                                  | Nữ diễn viên quốc tế được yêu thích nhất                                                             | Meryl Streep | Đoạt giải |
| 2009 | Rembrandt Awards                                  | Phim quốc tế được yêu thích nhất                                                                     | Phyllida Lloyd | Đoạt giải |
| 2009 | Giải BAFTA                                        | Nhạc trong phim xuất sắc nhất                                                                        | Benny Andersson và Björn Ulvaeus | Đề cử     |
| 2009 | Giải BAFTA                                        | Phim Anh Quốc nổi bật nhất                                                                           | Mamma Mia! | Đề cử     |
| 2009 | Costume Designer Guild Awards                     | Thiết kế trang phục đương đại xuất sắc nhất                                                          | Ann Roth | Đề cử     |
| 2009 | Eddie Awards                                      | Biên tập phim ca nhạc hoặc phim hài xuất sắc nhất                                                    | Lesley Walker | Đề cử     |
| 2009 | Empire Awards                                     | Nhạc trong phim xuất sắc nhất                                                                        | Benny Andersson và Björn Ulvaeus | Đoạt giải |
| 2009 | Giải Quả cầu vàng                                 | Phim ca nhạc hoặc phim hài hay nhất                                                                  | Mamma Mia! | Đề cử     |
| 2009 | Giải Quả cầu vàng                                 | Nữ diễn viên phim ca nhạc hoặc phim hài xuất sắc nhất                                                | Meryl Streep | Đề cử     |
| 2009 | Golden Reel Awards (Motion Picture Sound Editors) | Biên tập âm thanh phim ca nhạc hoặc phim hài xuất sắc nhất                                           | Nick Adams | Đoạt giải |
| 2009 | Giải Grammy                                       | Album nhạc trong phim biên tập cho một sản phẩm phim ảnh, truyền hình và truyền thông xuất sắc nhất. | Nhiều nghệ sĩ | Đề cử     |
| 2009 | Irish Film and Television Awards                  | Nữ diễn viên quốc tế xuất sắc nhất                                                                   | Meryl Streep | Đoạt giải |
| 2009 | MTV Movie Awards                                  | Nữ diễn viên chính nổi bật                                                                           | Amanda Seyfried | Đề cử     |

## Giải trí tại gia
Vào tháng 11 năm 2008, Mamma Mia! trở thành đĩa DVD bán chạy nhanh nhất mọi thời đại tại Anh Quốc, theo ghi nhận của Official UK Charts Company, khi bán ra 1.669.084 bản trong ngày đầu tiên phát hành, phá vỡ kỉ lục trước đó của Titanic với 560.000 bản. Tính đến hết năm 2008, The Official UK Charts Company thống kê đây là đĩa DVD bán chạy nhất trong lịch sử Anh Quốc, với ước tính cứ 4 hộ gia đình sẽ có một hộ có đĩa DVD Mamma Mia! trên kệ. Kỉ lục này trước đây do Pirates of the Caribbean: The Curse of the Black Pearl nắm giữ với 4,7 triệu bản.
Tại Hoa Kỳ, DVD này đạt doanh thu đến ngưỡng 30 triệu đô-la Mỹ trong ngày đầu phát hành. DVD này còn đạt danh hiệu DVD bán chạy nhất mọi thời đại tại Thụy Điển với 545.000 bản được tiêu thụ.

## Phần tiếp theo
Nhờ sự thành công của bộ phim này mà David Linde, trưởng xưởng phim Hollywood và là đồng chủ tịch của Universal Studios chia sẻ với The Daily Mail phần phim kế tiếp sẽ mất một khoảng thời gian để sản xuất. Ông khẳng định sẽ nhẹ nhõm hơn nếu Judy Craymer, Catherine Johnson, Phyllida Lloyd, Benny Andersson và Björn Ulvaeus đồng ý thực hiện dự án này, khi chú ý đến việc nhiều bài hát của ABBA vẫn còn chưa được sử dụng trong phần phim này. Tháng 6 năm 2017, dàn diễn viên xác nhận sẽ tham gia phần tiếp theo. Bộ phim ghi hình từ tháng 8 đến tháng 12 năm 2017 ở Croatia, Bordeux, Oxford, Hampton và Shepperton Studios. Bộ phim ra mắt khán giả Anh ngày 16 tháng 7 năm 2018 và khán giả Mỹ 4 ngày sau đó.